# 海辺の映画館―キネマの玉手箱
『海辺の映画館―キネマの玉手箱』（うみべのえいがかん―キネマのたまてばこ）は、2020年7月31日公開の日本映画。大林宣彦監督作品。

## 概要
尾道の映画館で日本の戦争映画特集を観ていた戦争を知らない若者3人がスクリーンの世界へとタイムスリップし、明治維新から第二次世界大戦までの戦争を体験し映画のヒロインたちがその犠牲となる姿を目撃して、原爆投下前夜の広島で出会った原爆の犠牲となる定めの移動劇団「桜隊」の運命を変えるべく尽力する姿を、モノクロ、サイレント、ミュージカル、時代劇、アクションなどさまざまな映画の表現や様式を総動員して描く。映倫区分はPG12。
2020年4月10日に肺がんのため逝去した大林宣彦監督の遺作となった。

## 製作
3か月の余命宣告を受けて集大成となる前作『花筐/HANAGATAMI』（2017年12月公開）を完成させた大林は、休暇を兼ねて故郷の広島・尾道で兼ねて気軽にエンターテインメント作品を撮ってみてはとの誘いを受けて、直後より広島での巡演中に被爆し全滅した移動劇団「桜隊」を題材として本作の企画に着手した。7歳で終戦を迎え自身を「敗戦少年」「平和孤児」と表現する大林はクランクインに先立って「広島の原爆を描くことを使命と考えてきた」と語り、「平和のために役立つことを芸術で表現したい」「そのために生かされている」と語っている。
撮影は闘病と並行して2018年7月2日にクランクインし、翌8月中旬にかけて尾道市を中心に隣接する福山市で行われ、9月にクランクアップした。大林宣彦監督が尾道で撮影するのは『転校生　さよなら あなた』(2007年公開)以来、12年振り。、尾道がメインのロケ地になるのは同市の市制施行100周年記念作品として製作された『あの、夏の日 とんでろ じいちゃん』（1999年公開）以来、20年振りになった。尾道市などがあまりに「観光」を前面に打ち出すことで長く遠ざかり、本作についても当初大林の妻でプロデューサーの大林恭子は前作『花筐/HANAGATAMI』以降大林の体力低下が見られたことから自宅から近い東宝スタジオで撮影し実景は若い演出部員へ撮影を依頼することを考えていたが、大林の病状が次第に進行し「もう尾道に行けなくなるんじゃないだろうか」との懸念が浮かんだことで尾道での撮影を決断したという。
キャストには、主演の若手俳優3人と大林が見初めた本作が映画デビューとなる新人の吉田玲に加え、常盤貴子ら近年の大林作品の常連から尾美としのりら往年の大林作品ゆかりの俳優、本作で俳優引退となる大ベテランの犬塚弘、ミュージシャンの高橋幸宏、映画監督の手塚眞らのバラエティ豊かな顔ぶれが名を連ねた。スクリーンの世界へタイムスリップする3人には馬場毬男（厚木拓郎）、鳥鳳介（細山田隆人）、団茂（細田善彦）とそれぞれ映画監督のマリオ・バーヴァ、フランソワ・トリュフォー、ドン・シーゲルに掛けた役名が、ヒロインのうち3人には『転校生』の斉藤一美（成海璃子）、『時をかける少女』の芳山和子（山崎紘菜）、『さびしんぼう』の橘百合子（常盤貴子）と「尾道三部作」のヒロインの役名がつけられた。
作品名の「海辺の映画館」は大林の妻でプロデューサーの恭子が、副題の「キネマの玉手箱」は「その誕生以来、世界中の人々を驚嘆させ、感動の嵐に巻き込んだキネマ＝映画なる人類の玉手箱に敬意を捧げ」として大林が名付け、「気軽にエンターテインメントを」のつもりで着手した作品がやり始めたら本気になって、キャスト、スタッフ総勢300人が関わり上映時間が3時間に及ぶ、大林の抱く「反戦」「厭戦」の思いが全編に貫かれた前作を上回る大作として完成した。出資側との製作契約上では「2時間以内の尺」が絶対条件だったというが、エグゼクティブ・プロデューサーを務めた奥山和由は初号試写を見て「どこもカットできるところがない」と「プロデュース歴初の契約違反を覚悟」し、深作欣二監督の『仁義の墓場』のように「好き放題にやるというエネルギーだけで生まれる映画もある」として異例の長尺作品として完成させた。3歳で活動写真機を手にして幼少から映画制作を始めた大林の記憶、体験、想いがぎっしりと詰めこまれた「玉手箱」であり、常盤貴子はサービス精神旺盛で周辺のネタをすべて映画にしてしまう大林が本来死に際に当人しか見ることのできないはずの「走馬灯」を映像化したと語っている。
作中では中原中也の詩が随所に挿入されている。

## 封切り
劇場公開に先立ち、2019年11月1日、第32回東京国際映画祭の「Japan Now」部門に出品され、ワールド・プレミア上映された。上映後、舞台挨拶および第32回東京国際映画祭 特別功労賞の贈呈式が行われた。続いて同年11月24日、広島国際映画祭2019の「ヒロシマEYE」部門に出品され、クロージング上映として上映。上映後、大林監督トークショーおよび広島国際映画祭2019 ヒロシマ平和映画賞の授賞式が行われた。
2020年4月10日の劇場公開を予定していたが、新型コロナウイルス感染症（COVID-19）の感染拡大を受けて公開目前の3月31日付で公開延期が発表され、7月31日に全国17館で公開。8月2日までの3日間で動員数4,012人、興行収入513万1,320円を記録し東京の2館で満席回が出るなど、全国69館への拡大が決定した。

## あらすじ
今夜限りで閉館する、尾道で唯一残る映画館「瀬戸内キネマ」を訪れた青年3人が「日本の戦争映画大特集」の最終オールナイト上映で映画の世界にタイムスリップするファンタジー。

## 登場人物

### 主要人物
登場人物の中には、大林宣彦監督の過去作品の登場人物と同姓同名の人物が幾人か含まれている（演者は異なる）。中でも大林作品の中で「尾道三部作」と通称される『転校生』『時をかける少女』『さびしんぼう』からは、3作全てから同姓同名の登場人物が採用されている。また、主人公の名前は、大林が劇場映画デビュー時に変名として用意しながら結局使わなかった、イタリアの名将マリオ・バーヴァにちなむものである。
馬場毬男
演 - 厚木拓郎
鳥鳳介
演 - 細山田隆人
団茂
演 - 細田善彦
希子（のりこ）
演 - 吉田玲
斉藤一美
演 - 成海璃子
芳山和子
演 - 山崎紘菜
橘百合子
演 - 常盤貴子

### その他
杵馬（瀬戸内キネマ支配人）
演 - 小林稔侍
爺・ファンタ
演 - 高橋幸宏
老婆（チケット売場）
演 - 白石加代子
近藤勇
演 - 尾美としのり
坂本龍馬
演 - 武田鉄矢
山田藤吉
演 - 栩野幸知
能を踊る男
演 - 南原清隆
千利休
演 - 片岡鶴太郎
中岡慎太郎
演 - 柄本時生
西郷隆盛
演 - 村田雄浩
大久保利通
演 - 稲垣吾郎
芹澤鴨
演 - 蛭子能収
酒匂允（苦力姿）
演 - 浅野忠信
川島芳子
演 - 伊藤歩
宮本武蔵
演 - 品川徹
お通
演 - 入江若葉
川村禾門上等兵
演 - 渡辺裕之
映画監督（小津安二郎）
演 - 手塚眞
映画監督（山中貞雄）
演 - 犬童一心
お季
演 - 根岸季衣
奈美子 (新聞記者、爺・ファンタの娘)
演 - 中江有里
加也を刺す上官／車掌／倉庫番A
演 - 笹野高史
滝上等兵／軍曹(日本軍駐屯地) 郵送
演 - 本郷壮二郎
愛姫 (滝の中国女) 11：30
演 - 川上麻衣子
成田中尉
演 - マフィア梶田
金城亀二
演 - 満島真之介
金城亀吉（村長）
演 - 大森嘉之
宮地節子（列車のおばさん）
演 - 渡辺えり
丸山定夫
演 - 窪塚俊介
森下彰子
演 - 朝比奈加奈
男の子の父／小山内薫
演 - 長塚圭史
男の子の母
演 - 寺島咲
映画館で幸せそうに居眠りする客
演 - 犬塚弘
その他
- 湯原昌幸
- 荒木由美子
- 中野章三（中野ブラザーズ）
- ヤニック
- 有坂来瞳
- ミッキー・カーチス
- 星豪毅
- 金井浩人
- 大場泰正
- 小野寺ずる
- 小角まや

## スタッフ
- 監督：大林宣彦
- 製作協力：大林恭子
- エグゼクティブ・プロデューサー：奥山和由
- プロデューサー：中村直史、小笠原宏之、門田大地
- 企画プロデューサー：鍋島壽夫
- 脚本・編集：大林宣彦
- 脚本：内藤忠司／小中和哉
- 脚本協力：渡辺謙作、小林竜雄
- 音楽：山下康介
- 撮影監督・編集・合成：三本木久城
- VFX：塚本陽大
- 美術監督：竹内公一
- 照明：西表燈光
- 録音：内田誠
- 整音：山本逸美
- 配給：アスミック・エース
- 製作プロダクション：PSC
- 製作：「海辺の映画館―キネマの玉手箱」製作委員会（吉本興業／TANAKA／バップ／アミューズメントメディア総合学院）

## 受賞歴
- 第32回東京国際映画祭 特別功労賞（大林宣彦監督）[29]
- 広島国際映画祭2019 ヒロシマ平和映画賞[37]
- 第24回ファンタジア国際映画祭 カメラ・ルーダシア部門 審査員特別賞[38]
- 第12回TAMA映画賞最優秀作品賞(大林宣彦監督、及びスタッフ・キャスト一同)
- 第42回ヨコハマ映画祭
  - 作品賞
  - ヨコハマ映画祭大賞（大林宣彦、大林恭子）[39]
  - 2020年度日本映画ベストテン 第1位[40]
- 第94回キネマ旬報ベスト・テン
  - 日本映画ベスト・テン 第2位
  - 日本映画監督賞（大林宣彦）[41]
- 第71回芸術選奨文部科学大臣賞 映画部門（伊藤進一）[42][43]

## 関連商品
サウンドトラック
- 山下康介『海辺の映画館-キネマの玉手箱-』（2020年7月17日発売、Rambling RECORDS、RBCP-3364）